# Candelabrum phrygium
Candelabrum phrygium is een hydroïdpoliep uit de familie Candelabridae. De poliep komt uit het geslacht Candelabrum. Candelabrum phrygium werd in 1780 voor het eerst wetenschappelijk beschreven door Fabricius. 